# 艾弗·诺韦洛奖
艾弗·诺韦洛奖（英語：Ivor Novello Awards）是一项写歌奖项与作曲奖项。为纪念于加的夫出生的艺人艾弗·诺韦洛而命名。自1955年以来，BASCA（英國學院歌曲作者、作曲家及作词家）每年都在伦敦为获奖者颁发小雕像，而他们至今已送出超过1000个小雕像。
 

## 概况
该奖项由PRS音乐赞助，并于每年的五月颁发。这一奖项由于在鼓励英伦本地的音乐发展方面起到了巨大的贡献，它在全世界受到了极大的尊重。